# 西部警察 SPECIAL
『西部警察 SPECIAL』（せいぶけいさつスペシャル）は、2004年10月31日にテレビ朝日系列で放送された、石原プロモーション制作の単発刑事ドラマ。
本項目では、本作品に続けて制作が予定されていた連続ドラマ『西部警察2003』（以下、連続ドラマ版）についても、併せて詳述するものとする。

## 概要
本作品は、1979年から約5年にわたりテレビ朝日系列にて放送された『西部警察』シリーズ（以下、旧作）の新作であるとともに、『愛しの刑事』（1992年）以来となる石原プロ制作のテレビドラマであり、旧作の登場人物の一人でもあった鳩村英次率いる「鳩村軍団」の刑事たちと、テロ組織との攻防を描いたアクションドラマとして制作されている。
全3作が制作された旧作のうち、『PART-I』とそれ以降の2作については一部設定が相違する部分が存在するものの、本作品はこのうち『PART-I』と地続きの続編として設定されている。その最たるものと言えるのが、本作品における西部署捜査課長・大門圭介（渡哲也）の存在で、旧作の最終回にて殉職したという展開は本作品には反映されず、存命のまま旧作での捜査課長・木暮謙三（石原裕次郎）の後任として登場する形とされた。この他にも、『PART-I』にて刑事たち行きつけのバーであった「CORNER ROUNGE」が再登場したほか、オープニング・エンディングテーマ曲も、『PART-I』にて使用された「西部警察メインテーマ」を、根岸貴幸が編曲したバージョンを用いている。
本放送後の2009年には、石原裕次郎の二十三回忌特別企画の一環である『西部警察』名作選の一つとして、6月6日の12:00 - 14:25（テレビ朝日）に再放送を実施。その際、北海道テレビや瀬戸内海放送など一部の局では再編集前の2時間版が放送された（一部のシーンがカットされていたり、カメラアングル、BGMの有無やタイミングも、本放送バージョンとは微妙に違っている）。また、本放送直後にリリースされたDVDは約30万枚のヒットを記録している。

### 放送までの経緯
2003年1月20日、石原裕次郎の十七回忌、石原プロモーション創立40周年、そしてテレビ朝日開局45周年に合わせて、石原プロの代表作であるテレビドラマ『西部警察』の19年ぶりとなる制作が発表された。その復活第1弾として制作が決定したのが、2時間枠での単発ドラマ『西部警察 WESTERN POLICE 2003』、すなわち後の本作品であり、同年4月から5月にかけて宮崎県（シェラトン・リゾート・フェニックス・シーガイアなど）にてロケを敢行。また、撮影開始前日の4月12日には、主なロケ地となるシーガイアの野外広場にて、旧作にて行われた全国縦断ロケ同様に「西部警察復活1万人コンサート」と銘打ったイベントを開催した。同時に、シーガイア内のコンベンションセンターにて「西部警察展」が開催され、旧作で使用した車両（スーパーZ、RS-1、RS-3、ガゼール、カタナ、カタナR）、銃器、シナリオ、パネル等の展示および関連グッズの販売が行われた。宮崎、東京、ニューヨークでの撮影を終え、同年9月6日にスペシャル版の放送が予定されていたが、同年8月12日に発生した連続ドラマ版撮影中の事故によって、スペシャル版の放送も無期限での延期を余儀なくされた。
スペシャル版の放送は、事故から約1年余りが経過した2004年10月31日にようやく行われているが、それに先立って撮影の責任者に対する刑事処分が同年4月に確定、負傷者もすでに回復し放送への了承を得たことを受け、事故から丸1年となる8月11日に発表が行われた。また、放送に当たっては再編集の上で15分間延長され、「テレビ朝日開局45周年記念作品・日曜洋画劇場特別企画『西部警察 SPECIAL』」として放映された。スペシャル版の放送が延期されている間の2003年10月1日には、テレビ朝日の現行ロゴの使用が開始されているが、番組のエンドロールに使用された制作クレジットは、当初のオンエア予定がロゴ変更直前であったことから旧ロゴのままとされた。

## ストーリー
ニューヨーク市警に研修で派遣されていた刑事・橘数馬は、父子同然の仲だった相棒・ボブと共に元警察庁キャリア・新美正臣を旅券法違反で追い詰めたが、不意を突かれて仲間の放った銃弾を受けたボブが殉職してしまう。新美は西部署から派遣された鳩村に逮捕されるが、数馬は悲しみが消える間もなく、新美の護送のため鳩村達と共に日本に一時帰国する。が、それと前後してチェチェンにおいて正体不明の日本人「スズキ・マコト」が大量の武器を購入したという情報が入り、これを睨んでの国際テロ対策秘密会議が宮崎フェニックス・シーガイアで開かれることになった。しかし、これを察知したスズキも同時期に宮崎入りしていたことが判明する。
会議場はスズキ率いるテロ組織「ブラック・ホーク」によって占拠され、大門や数馬とも馴染み深い日下警視正をはじめとした各国のテロ捜査官も人質となる。スズキの要求は新美の釈放であった。さらに一味は宮崎市内のどこかに爆弾を仕掛けたと通告。NYに戻る最中の空港のテレビで事件を知った数馬は宮崎へ飛び、鳩村に事件捜査への参加を志願するのであった。一方、警察上層部はグループに対して「いかなる取引もしない」という非情な判断を下す。
その後、日下は密かに鳩村と連絡を取り、数馬らはその情報を頼りに宮崎市内在住のハッカー・日浦の存在を突き止め、彼が宮崎市役所近くのネットカフェにいることも判明。刑事達はネットカフェへ急行するが、日浦はビルの屋上から飛び降り自殺を遂げる。日浦が操作していたコンピュータを解析した結果、爆弾は宮崎市内を走る観光バスに仕掛けられていることがわかった。数馬はバスを人気のない宮崎港まで運び、間一髪で脱出、バスは爆発炎上した。
大門は上層部の命令を無視し、新見の釈放を決断した。坂東の捜査により、新見とスズキは東ルーマニア民主化運動に関わり、時の政権の謀略によって銃殺された海外特派員夫妻の息子であることが判明する。兄の正臣は警察庁へ入り何度も事件の再調査を求めたが、日本政府とマスコミは事の一切を黙殺。一方、弟のスズキこと旭は事件後に某国の反政府ゲリラに身を投じ、国家への復讐を虎視眈々と狙っていたのだった。日下は第二の爆弾の在り処を大門に伝えようとするが、その行動に感づいた旭は日下を無惨に粛清する。そして兄弟が四半世紀ぶりの再会を果たした時、鳩村軍団とテロ組織との壮絶な死闘の火蓋が切られた。

## エピソード
本作品のために、当時最新式の消防車（日野自動車製トラックにモリタ製消防装備を艤装した高所放水車）を8,000万円で購入。改造に携わったモリタの担当者曰く、オーダーを受けて約8ヶ月かけて艤装が行われ、リモコン操作による放水も可能であるといい、爆破スタントの消火用と劇用車として登場させたものの、それ以降使われることはなかった。
その後、テレビ朝日系列のバラエティ番組『ナニコレ珍百景』の2008年11月12日放送放送分にてこの消防車が紹介され、珍百景としての登録はならなかったものの、整備することを条件にプレゼントすることが発表された。これに対して全国から65件の希望が寄せられた結果、翌2009年11月16日、同月28日に放送されるテレビ朝日系テレビドラマ『結婚』のイベントが神奈川県足柄下郡真鶴町で行われた際、同町の消防団にこの消防車を寄贈することが発表され、贈呈式が行われた。この様子は前出の『ナニコレ珍百景』の2009年11月25日放送分にて、「珍百景だらけのイベント」として紹介された。その後は消防関係のイベントなどでの公開や町内に設置された車庫での展示などで2025年まで活用された。

### 撮影中のエピソード
- 橘役の徳重聡が後年語るところによれば、作中にて爆弾が仕掛けられた大型バスから脱出するシーンの撮影時に、本番前になって当初の予定からさらに5 - 6メートルほど爆破位置に近づくよう指示があったといい、流石にそれは近すぎると徳重が指摘したところ、「大丈夫だ、保険入っているんだから」との答えが返ってきたため、とんでもない会社に入ったと思いながらも腹をくくって撮影に臨んだという[3]。
- 旧作では、ロケ中の食事は同じ席で取るのを原則としていたが、「撮影の期間中はずっと敵でいたかった」という理由で、ブラックホーク組と西部署組は別々に取っていた。
- ブラックホークによって爆弾が仕掛けられた観光バスの乗客、警察官、機動隊員等の役で、多数のエキストラが出演した。撮影中は「スタッフ・キャストの区別なく同じものを食べる」という石原プロの伝統に則り、エキストラにも1人前1,500円相当といわれる豪華なロケ弁当が配られた。また撮影終了後には、かつて石原プロワールドで販売されていた西部警察グッズの土産がついた。
- 制作中止となった連続ドラマ版では、戸田菜穂演じる日下直美刑事に代わって、中山忍が演じる女性刑事が出演することが決まっていた（事故報道の際、事故現場を撮影していた視聴者提供のビデオ映像に中山の姿が確認できる。また、名古屋でのロケが行われている際にPRのためにゲスト出演したメ〜テレ制作の情報番組『メ〜テレワイド サンダー5』に劇用車パトカーから降りて来た舘ひろしらメンバーの中に中山も居てPR活動をしていた）。

## 連続ドラマ版『西部警察2003』
『西部警察』新作の制作発表から半年を経て、石原の十七回忌命日でもある2003年7月17日に、『西部警察2003』と題した連続ドラマ版の制作が発表された。スペシャル版の放送に続けて、テレビ朝日系列の木曜20時台（20:00 - 20:54）に設けられていた「木曜ミステリー」枠にて、同年10月から12月まで全10話が放送される予定となっており、脚本は旧作にも参加していた峯尾基三や柏原寛司に加え、初登板となる深沢正樹ほかが担当。監督は吉田啓一郎、小澤啓一、村川透らといった、やはり旧作への参加経験を持つ顔ぶれが揃えられた。
制作費は1話につき1億、計10億円。発表段階で名古屋、大阪、広島と地方ロケが決まっており、内容の面では主にテロ事件を扱い、旧作と同様に派手なスペクタクルシーンを前面に出すことが予定されていた。石原プロ専務の小林正彦は、「毎回、大爆破というわけにはいかないが、2回に1回くらいは、やらなきゃならんでしょう。テレ朝からもらう制作費は1本3500万円だけど、1億円はいくけど、安全面に細心の注意を払うが、やるべき時は思い切ってやります。」とコメントしていた。
第1話と第2話は脚本を峯尾基三、監督を吉田啓一郎がそれぞれ担当し、また名古屋ロケも敢行。中国人密輸組織と大門軍団との戦いを描いた前後編で、第1話のクライマックスは、密輸組織のアジトに踏み込んだ池田努と徳重聡が仕掛けられた爆弾に気付き脱出するシーンだった。同年8月10日から22日にかけて愛知県名古屋市近辺でロケを行い、最終回はスペシャル版の予定であったという。8月10日に予定通りクランクインし、翌8月11日早朝、名古屋市栄にてビル爆破シーンの撮影が行われた。その後は金城ふ頭、ガーデンふ頭、南京大路でカーチェイスを含む走行シーンの撮影が行われた。このうち、金城ふ頭とガーデンふ頭の撮影は名古屋港管理組合が許可していたが、南京大路に関しては組合はおろか、所轄警察署の道路使用許可さえ得ていない撮影であったことが判明した。この件に関しては事故後に制作サイドから所轄に謝罪がなされ、また警察官が駆けつけたときにはすでに撮影が終わっており、現認できなかったため厳重注意処分に留まった。

### 制作中止の経緯
栄でのビル爆破を皮切りに、連続ドラマ版の撮影がスタートした翌日の8月12日13:50頃、この日の撮影現場であるスーパーオートバックス名古屋ベイ店（名古屋市港区）の駐車場内において、松山高之役の池田努がTVR・タスカンを運転中、ハンドル操作を誤りアンダーステアを生じ、そのまま見物人に突っ込んで男女5人を負傷させる人身事故が発生した。この事故を受け、石原プロモーション社長でもある渡が入院中の負傷者を訪問し、事故を起こした俳優とともに謝罪した。かつて石原プロの所属俳優として、『西部警察』にもレギュラー出演していた峰竜太は、当時自身が司会を担当していた『ザ!情報ツウ』（日本テレビ系列）の中で、「僕も以前に石原プロに所属してましたが、まさか、こんな事が起きるとは…」とのコメントを残している。
また、石原プロは連続ドラマ版の制作中止とともに、予定されていた10月からの放送の中止をテレビ朝日に要請。これに対して、事故で負傷した見物人やその家族からも制作続行を望む声が上がったが、「『西部警察』はファンがあってのもの。そのファンにけがをさせてしまったのだから、中止以外には考えられないことです。そういう言葉はうれしいことですが、こういう結論にさせていただいた」と渡の意志は変わらず、最終的にはテレビ朝日常務取締役（当時）の早河洋も前述の要請に同意し、翌8月13日には名古屋市内にて会見が行われ、制作の打ち切りと10月からの放送中止が発表された。すでに制作が終了して放送を待つのみとなっていた『西部警察 WESTERN POLICE 2003』についても、前述の通り無期限での放送延期が決定し、当初の放送予定日には通常の『土曜ワイド劇場』が代替放送された。
『西部警察2003』が放送される予定であった、2003年10月クールの木曜20時台についてはその穴埋めとして、同作品の後番組としてすでに制作が開始され、2004年1月クールからの放送開始が予定されていた『新・京都迷宮案内』（東映制作）が、スタッフ・出演者の協力のもと1クール前倒しする形で放送された。また、テレビ朝日開局45周年記念ドラマとしての代替番組は、2004年1月クールに木曜ドラマ枠で放送された『エースをねらえ!』が充てられた。
運転していた池田、監督の吉田啓一郎、現場責任者の石原プロ専務の小林が業務上過失致傷罪に問われ、池田と吉田は急発進の演出を小林から要請されたとして起訴猶予、小林に関しては急発進の要請も含め、ギャラリーとの間に柵を設けるなどの安全管理の責任を怠ったとして略式起訴され、罰金命令を受けた。

## キャスト
この他、岩本恭生、伊藤高史、加地健太郎、ピース（ゆーとぴあ）、伊藤幸純、みずと良、山根久幸(旧シリーズでは記者役)などが出演している。

## 登場特殊車両
日産車が大半を占めていた旧作に対し、本作品における特殊車両はモノクラフト以外、全て外国車で固められた。以下、※印が付記された車両は2台用意されたものを指す。
- 大門 - ブラバスS6.7 （メルセデス・ベンツ・Sクラスのチューンドカー） - 提供のオートトレーディング社長・南原竜樹の愛車である。この車両は本放送時の作中には登場しておらず、提供クレジットでの走行シーンに出るのみであった。本放送版は前述の通り再編集されたものであり、「2003」として放送予定であった本来のバージョン（後年再放送された）では、OPで走行シーンが登場している。
- 鳩村 - TVR・サーブラウ※
- 橘 - ロータス・エリーゼ※
- 堀内 - TVR・タモーラ※
- 松山 - TVR・タスカンスピード6※
- 三上 - モノクラフトGT300 （トヨタ・MR-Sのカスタムカー）※ - 宮崎ロケにて、爆破された観光バスとの市街地走行シーンでアクシデント衝突し、フェンダーがへこんだ。
- 日下 - TVR・タスカン

これら以外にも、覆面パトカーには黒のアルファロメオ・156GTA(左ハンドル)が1台、アルファロメオ・166(右ハンドル)が2台用意された。マグネット貼り付けの回転灯と共に、当時パトライトが捜査車両向けに販売していた助手席サンバイザー取り付け用補助警光灯「フラットビーム」が使用されている。

## スタッフ
- 制作 - 渡哲也
- 企画 - 早河洋（テレビ朝日）、小林正彦
- 監督 - 村川透
- 脚本 - 峯尾基三
- チーフプロデューサー - 五十嵐文郎（テレビ朝日）
- プロデューサー - 西河喜美子、大川武宏（テレビ朝日）、福原昇
- 脚本担当プロデューサー - 山口剛
- 撮影監督 - 金宇満司
- 撮影 - 仙元誠三
- 照明 - 椎野茂
- 美術 - 古谷良和
- 録音 - 佐藤泰博
- 編集 - 原桂一
- 助監督 - 阿部満良
- メイキング監督 - 原隆仁
- 制作プロデューサー - 服部紹男（セントラル・アーツ）、谷口聡
- 監督補 - 鳥井邦男
- コスチュームデザイナー - 加藤和孝
- 音楽監督 - 鈴木清司
- 音楽 - 根岸貴幸、CANDY
- 音楽プロデューサー - 山口光昭（ウェブクウ）
- 音楽協力 - テレビ朝日ミュージック、石原音楽出版社
- 音楽制作協力 - イマジン
- 整音 - 小峰信雄
- 音響効果 - 渡部健一（カモメファン）
- ロケーションコーディネーター - サイモン・ツェー
- 技斗 - 高倉英二、ジョージ・チェン
- カースタント - 三石千尋とマイクスタントマンチーム、カースタントTAKA
- ガンエフェクト - BIGSHOT
- 特殊効果 - 太平特殊効果
- デジタルグラフィックデザイン - ペパーワークス
- CG - アニメーションスタッフルーム
- 編集スタジオ - モイ
- スタジオ - 日活撮影所
- タイトル - マリンポスト
- 装飾 - 高津装飾美術
- 小道具 - 京阪商会
- 衣装 - 第一衣装
- 特機 - NK特機
- スチル - 文化工房
- エキストラ - クロキプロ
- 機材サプライ - 小輝日文
- ロケ協力 - 宮崎県、宮崎市、日向市、フェニックス・シーガイア・リゾート、マリンエキスプレス、矢野産業、木田工業、スーパーオートバックス宮崎南店、富士通川崎工場、テレビ宮崎
- 協力 - ボーダフォン、東京マルイ、東京都、東京ロケーションボックス、横浜フィルムコミッション、朝日航洋、上新電機
- 制作協力 - フェニックス・シーガイア・リゾート、オートバックス、オートトレーディングルフトジャパン、日本航空
- 制作 - テレビ朝日、石原プロモーション